# Никанор Стагирит
Никанор (др.-греч. Νικάνωρ; IV век до н. э.) — приближённый Александра Македонского.

## Биография
Никанор был родом из Стагира, города на востоке полуострова Халкидики. Предположительно в тринадцатилетнем возрасте был определён Аристотелем в круг сверстников, проходивших обучение в Миезе вместе с Александром Македонским. Возможно, именно он был сыном Аримнесты, сестры философа, взявшим в жены его дочь Пифаиду и заботившемся о сыне Аристотеля Никомахе. По замечанию Ф. Шахермайра, в зрелые годы Никанор был ближе царю, чем сам Аристотель.
После возвращения из Индийского похода Александр принял решение возвратить почти всех греческих изгнанников, кроме убийц и святотатцев, в их родные города и восстановить их гражданские права. Среди них было немало противников Македонии, но царь рассчитывал, что из чувства благодарности они смогут изменить свои взгляды. Также для Александра было важна идея установления мира во всей его империи, в которой отныне не должно быть ни победителей, ни побеждённых. О своём решении царь объявил сначала весной 324 года до н. э. в ставке в Сузах. Для торжественного же объявления этого указа в Олимпию и был направлен Никанор. Провозглашение декрета летом 324 года до н. э. на CXIV Олимпийских играх вызвало ликование более десятков тысяч людей. По свидетельству Курция Руфа, противники политических эмигрантов, хотя и осознавали «начало отмены их законов», были вынуждены исполнить волю Александра, и открыто воспротивились этому только Афины, не желавшие возвращения «отбросов своего города, ставших теперь отбросами и среди изгнанников». Согласно же Юстину, «во многих государствах стали кричать, что надо войной (добиться) восстановления свободы. Но главными зачинщиками были афиняне и этоляне». С этим частично согласуются и сведения, переданные Диодором. В речи Динарха «Против Демосфена» содержится обвинение, что Демосфен, будучи главой афинского священного посольства на играх, встретился с Никанором и «уладил с ним всё, что хотел».
Как отмечено у У. Смита, возможно, этот Никанор ранее командовал греческим флотом, опередившим на три дня персидский во время осады Милета, а во время войн диадохов выступил сторонником Антигона Одноглазого. По замечанию В. Геккеля, ранее принятое тождество Никанора Стагирита с коммендантом Кассандра в Мунихии представляется сомнительным.